# Marigné-Laillé
Marigné-Laillé – miejscowość i gmina we Francji, w regionie Kraj Loary, w departamencie Sarthe.
Według danych na rok 1990 gminę zamieszkiwały 1 304 osoby, a gęstość zaludnienia wynosiła 40 osób/km² (wśród 1504 gmin Kraju Loary, Marigné-Laillé plasuje się na 468. miejscu pod względem liczby ludności, natomiast pod względem powierzchni na miejscu 244.).